# Gabbeh

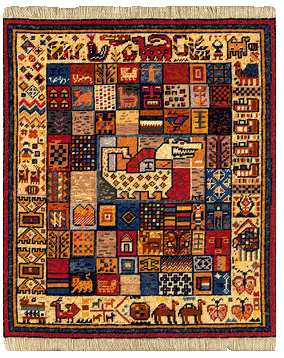
En gabbeh-matta

Gabbeh (persiska: گبه, kurdiska: gava) är en sorts nomadmatta från Persien. Namnet betyder rå, naturlig, obeskuren på persiska. Mattorna handvävs och är oftast ungefär 90 gånger 150 centimeter stora och primitivt mönstrade. De är tjockare än de flesta andra persiska mattor, ibland kan de vara upp till 2,5 centimeter tjocka.
Mattorna tillverkas vanligtvis av Qashqai-nomader från Zagrosbergen i sydvästra Iran, men även av kurder och lurer från samma område. De kännetecknas av en abstrakt design vilken bygger på öppna färgade fält och lekfullhet med geometrin. Mönstren är ofta enkla och har få dekorativa inslag, de vanligaste sådana är djurmotiv inom rektanglar.
Gabbeh-mattor knyts av handspunnen ull, vilket används till både luggen och varpen. Mattorna har lång lugg, låg knuttäthet och många rader av väft mellan varje rad av knutar. Färgerna kan antingen härröra från ofärgad ull eller naturliga färgämnen utvunna ur växtmaterial.